# マルセ＝サント＝ラデゴンド
マルセ＝サント＝ラデゴンド （Marsais-Sainte-Radégonde）は、フランス、ペイ・ド・ラ・ロワール地域圏、ヴァンデ県のコミューン。

## 地理
県南東部、バ・ボカージュ地方に位置する。

## 歴史
マルセ＝サント＝ラデゴンドは、1828年2月20日に出されたシャルル10世の勅令により、マルセおよびサント・ラデゴンド・ラ・ヴィヌーズが合併して誕生した。

## 人口統計
| 1962年 | 1968年 | 1975年 | 1982年 | 1990年 | 1999年 | 2008年 | 2013年 |
| ------ | ------ | ------ | ------ | ------ | ------ | ------ | ------ |
| 616    | 525    | 439    | 445    | 473    | 480    | 505    | 545    |

参照元:1962年から1999年までは複数コミューンに住所登録をする者の重複分を除いたもの。それ以降は当該コミューンの人口統計によるもの。1999年までEHESS/Cassini、2004年以降INSEE。